# 舊宜蘭街公設質鋪
舊宜蘭街公設質鋪位於宜蘭縣宜蘭市，為日治時期中期臺北州宜蘭郡宜蘭街的公營當舖。2016年1月21日公告為縣定古蹟。目前作為宜蘭市新民里社區活動中心使用。

## 歷史背景
臺灣總督府在1919年12月公布《公設質舖勅令》，各城市便陸續設置了公營當舖。公設當舖屬於當時的社會事業的一環，對於中下階級的民眾有救濟功能，並且也能對地方財政產生收益。日治時期的臺北市（大和町、新富町、御成町三所）、基隆市、宜蘭市、新竹市、彰化市、臺南市、嘉義市、高雄市、屏東市也都設有公設質舖，由市役所經營。
昭和五年（1930年）台北州簡易保險局補助2萬圓資金興建而成，建築費7,080餘圓。建築包含為兩層樓磚造新式倉庫及木造平屋事務所宿舍。戰後為當舖繼續營業，其後宜蘭市公所將其停止營運。
2005年拆除木造平房內典當櫃台，改建成新民社區活動中心，當舖的倉庫則成為新民社區的教室和辦公室。
自日治時期起，作為公營當舖，以「質借方便、利息又低」為其特色。每逢宜蘭市農曆二月初八蘭邑都城隍廟及三月廿八宜蘭東嶽廟大拜拜時，為了準備祭祀和請客，手頭不寬裕的民眾會帶著棉被、西裝來典當，甚至有冬質夏衣、夏質棉被的說法。

## 建築特色
舊宜蘭街公設質鋪現存當品倉庫。因作為倉庫使用，在門窗作法上亦別於一般商業建築。其中，一樓大門為寛190公分、高200公分之厚重雙開鉚釘鐵門。每扇窗戶均設有4層構件，由內而外分別為：檜木框玻璃窗、檜木框紗窗、鐵條及外推雙開鐵門。當門窗關閉時，僅見厚牆及厚重鐡板，整體外觀堅固封閉，表現出作為當品倉庫重視安全及防盜之特性。
一、二樓均為開放式空間，無隔間。屋頂屋瓦保存尚佳，整體建築保存尚佳，雖然典當櫃台已拆除無存，但現有建築本體仍具原來當舖建築特色。

## 指定理由
1. 為宜蘭最早之公營當鋪，供庶民質借，約建於1930年，尚存當品倉庫，保留完整，且曾緊鄰舊孔廟及護城河，如今為歷史街區之僅存見証，具歷史文化價值。
2. 為二層磚木建築，屋架及樓梯見特色，且考量當品安全，採用厚牆及鐵裝門窗，厚重堅固，充分表現出當鋪建築之特色。
3. 為本縣僅存之公有當鋪建築且為日治時期留存至今，具稀少性，且以其營造之建材及構築方式皆不易再現。
4. 本建物除木屋架表現日治時期特色外，其臨近中央市場、停車場及社區活動中心，極具再利用之潛力與價值。

## 引用資料
1. ↑  . 中央研究所台灣史研究所. （原始内容存档于2019-07-13）.
2. ↑  . 臺灣日日新報. 昭和5年12月10日.
3. ↑  簡惠茹. . 自由時報電子報.   [2021-05-31]. （原始内容存档于2021-06-03）.